# 東勢里 (嘉義縣)
23°28′N 120°16′E / 23.467°N 120.267°E
東勢里是中華民國臺灣嘉義縣太保市轄下的行政區。面積約4.884263619平方公里，行政區包含15個鄰、785戶、人口數2224人。國立故宮博物院南部院區為該里景點，嘉義科學園區將設立於本里。

## 交通
- 嘉義BRT
  - 故宮南院站
  - 東勢寮站（位於安仁里）
- 轄內主要道路為故宮大道與嘉56鄉道（太子大道北段、故宮東路）

## 地理
東勢里又稱東勢寮、東勢庄，北側為六腳鄉工廠村為蒜頭糖廠所在地、南側為太保市之安仁里與崙頂里、西側為朴子市溪口、雙溪里、仁和里。

## 聚落歷史
在地居民多為龔姓，以農業為主。日治時期，強制收購附近農田，耕地減少，多數被農場雇為臨時工。戰後，居民為了謀生，遷徙到外地，人口大多外流。
有「較勤勞去給東勢寮女孩招」之俗諺。

## 教育
里內之嘉義縣立永慶高級中學為一所公立高級中學，在國立嘉科實驗高級中等學校設立前為太保市唯一一間高中。

## 信仰

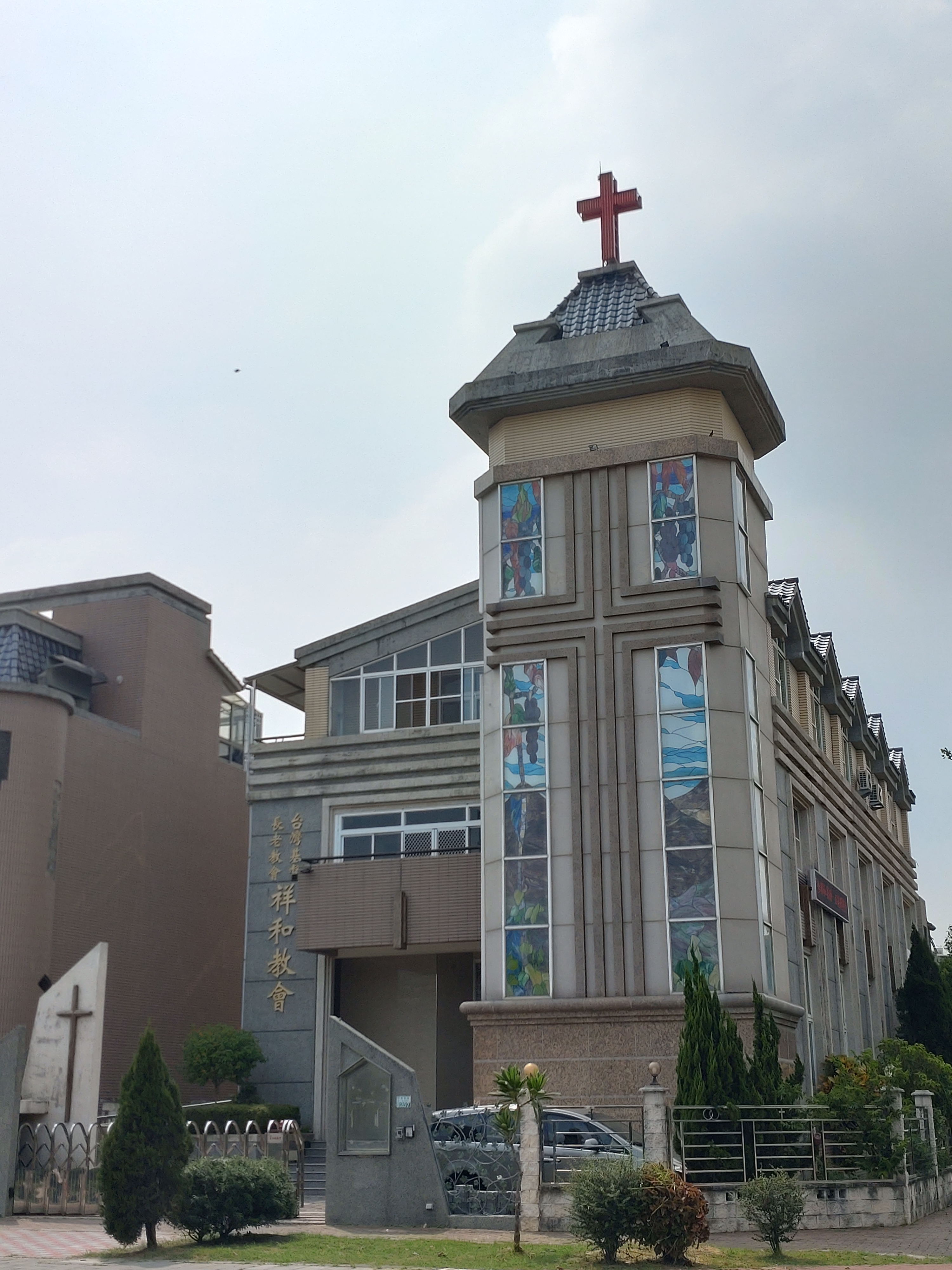
祥和教會

- 台灣基督長老教會嘉義中會祥和教會：位於祥和社區，為東勢里的基督信仰中心。
- 東安宮：明末清初，成為信仰中心，香火鼎盛，先民黃氏供奉之二城隍及江氏供奉之三城隍，經由黃、江二氏同意，將私人神像移駕為本宮主神，另外大隍、四隍、五隍，聯座奉祀，即傳統之城隍五兄弟，是由鹿草鄉中寮村安溪城隍廟分香塑造[3]。

## 文化資源
- 國立故宮博物院南部院區：簡稱故宮南院，定位為「亞洲藝術文化博物館」。[4]
- 嘉義縣文化集會所：故宮南院興建期間為故宮南院願景館[5]，展示故宮南院競圖時期的模型、圖面，原址於對面故宮大道185號（現今為長榮文苑酒店（嘉義）），於2009年以朴子傳統車厝技法遷移至現址[6]。故宮南院開幕，階段性任務完成後，作為嘉義縣政府文化處辦公室。2011年8月1日嘉義縣政府文化處與嘉義縣觀光旅遊局整併為嘉義縣文化觀光局，新辦公室完成後再度回歸原展覽館功能。

## 其他特色
主要農作物有小鳳、金鳳狀元、梨仔瓜、哈蜜瓜，香瓜等精緻農作物。